# 1986-os labdarúgó-világbajnokság-selejtező (UEFA – 2. csoport)
Az 1986-os labdarúgó-világbajnokság európai 2. selejtezőcsoportjának mérkőzéseit, és a csoport végeredményét tartalmazó lapja. A csoportban körmérkőzéses, oda-visszavágós rendszerben játszottak egymással a labdarúgó-válogatottak. A selejtezőket 1984. május 23. és 1985. november 17. között rendezték. A két első helyezett automatikus résztvevője lett az 1986-os labdarúgó-világbajnokságnak.
A csoportban Csehszlovákia, Málta, az NSZK, Portugália és Svédország szerepelt.
Az NSZK végzett az első helyen és kijutott az 1986-os világbajnokságra, a második helyet pedig Portugália szerezte meg és szintén kijutott a világbajnokságra.

## Tabella
| Hely. | Csapat        | M | Gy | D | V | G+ | G– | Gk  | P  | Továbbjutás                          |     | Nyugat-Németország | Portugália | Svédország | Csehszlovákia | Málta |
| ----- | ------------- | - | -- | - | - | -- | -- | --- | -- | ------------------------------------ | --- | ------------------ | ---------- | ---------- | ------------- | ----- |
| 1.    | NSZK          | 8 | 5  | 2 | 1 | 22 | 9  | +13 | 12 | Kijutott az 1986-os világbajnokságra |     | —                  | 0–1        | 2–0        | 2–2           | 6–0   |
| 2.    | Portugália    | 8 | 5  | 0 | 3 | 12 | 10 | +2  | 10 | Kijutott az 1986-os világbajnokságra |     | 1–2                | —          | 1–3        | 2–1           | 3–2   |
| 3.    | Svédország    | 8 | 4  | 1 | 3 | 14 | 9  | +5  | 9  |                                      |     | 2–2                | 0–1        | —          | 2–0           | 4–0   |
| 4.    | Csehszlovákia | 8 | 3  | 2 | 3 | 11 | 12 | −1  | 8  |                                      | 1–5 | 1–0                | 2–1        | —          | 4–0           |       |
| 5.    | Málta         | 8 | 0  | 1 | 7 | 6  | 25 | −19 | 1  |                                      | 2–3 | 1–3                | 1–2        | 0–0        | —             |       |

## Mérkőzések
| 1984. május 23. |

| Svédország                                      | 4–0         | Málta |
| ----------------------------------------------- | ----------- | ----- |
| Sunesson 4' 75' Corneliusson 37' Erlandsson 70' | Jegyzőkönyv |       |

| Nya Parken, Norrköping Nézőszám: 18,819 Játékvezető: David Syme (skót) |

| 1984. szeptember 12. |

| Svédország | 0–1         | Portugália         |
| ---------- | ----------- | ------------------ |
|            | Jegyzőkönyv | Fernando Gomes 78' |

| Råsunda Stadion, Solna Nézőszám: 30,136 Játékvezető: Joël Quiniou (francia) |

| 1984. október 14. |

| Portugália                       | 2–1         | Csehszlovákia |
| -------------------------------- | ----------- | ------------- |
| Diamantino 14' Carlos Manuel 50' | Jegyzőkönyv | Janečka 39'   |

| Estádio das Antas, Porto Nézőszám: 18,357 Játékvezető: George Courtney (angol) |

| 1984. október 17. |

| NSZK                    | 2–0         | Svédország |
| ----------------------- | ----------- | ---------- |
| Rahn 75' Rummenigge 88' | Jegyzőkönyv |            |

| Müngersdorfer Stadion, Köln Nézőszám: 57,512 Játékvezető: Bob Valentine (skót) |

| 1984 október 31. |

| Csehszlovákia                                     | 4–0         | Málta |
| ------------------------------------------------- | ----------- | ----- |
| Janečka 17' 71' Jarolím 35' Berger 77' (11-esből) | Jegyzőkönyv |       |

| Stadion Evžena Rošického, Prága Nézőszám: 3,404 Játékvezető: Guðmundur Haraldsson (izlandi) |

| 1984. november 14. |

| Portugália | 1–3         | Svédország                           |
| ---------- | ----------- | ------------------------------------ |
| Jordão 11' | Jegyzőkönyv | Prytz 29' (11-esből) 35' Nilsson 38' |

| Estádio José Alvalade, Lisszabon Nézőszám: 21,089 Játékvezető: Roger Schoeters (belga) |

| 1984. december 16. |

| Málta                   | 2–3         | NSZK                       |
| ----------------------- | ----------- | -------------------------- |
| Busuttil 10' Xuereb 84' | Jegyzőkönyv | Förster 43' Allofs 68' 83' |

| Ta’ Qali Nemzeti Stadion, Ta’ Qali Nézőszám: 30,201 Játékvezető: Zoran Petrovic (jugoszláv) |

| 1985. február 10. |

| Málta        | 1–3         | Portugália                              |
| ------------ | ----------- | --------------------------------------- |
| Farrugia 59' | Jegyzőkönyv | Carlos Manuel 6' Fernando Gomes 13' 74' |

| Ta’ Qali Nemzeti Stadion, Ta’ Qali Nézőszám: 22,610 Játékvezető: Nagy Miklós (magyar) |

| 1985. február 24. |

| Portugália     | 1–2         | NSZK                      |
| -------------- | ----------- | ------------------------- |
| Diamantino 57' | Jegyzőkönyv | Littbarski 28' Völler 37' |

| Estádio Nacional, Lisszabon Nézőszám: 43,899 Játékvezető: Paolo Casarin (olasz) |

| 1985. március 27. |

| NSZK                                                      | 6–0         | Málta |
| --------------------------------------------------------- | ----------- | ----- |
| Rahn 10' 17' Magath 13' Littbarski 18' Rummenigge 43' 67' | Jegyzőkönyv |       |

| Ludwigsparkstadion, Saarbrücken Nézőszám: 33,978 Játékvezető: Talat Tokat (török) |

| 1985. április 21. |

| Málta | 0–0         | Csehszlovákia |
| ----- | ----------- | ------------- |
|       | Jegyzőkönyv |               |

| Ta’ Qali Nemzeti Stadion, Ta’ Qali Nézőszám: 9,234 Játékvezető: Victoriano Arminio (spanyol) |

| 1985. április 30. |

| Csehszlovákia | 1–5         | NSZK                                                          |
| ------------- | ----------- | ------------------------------------------------------------- |
| Griga 87'     | Jegyzőkönyv | Berthold 8' Littbarski 22' Matthäus 36' Herget 43' Allofs 83' |

| Stadion Evžena Rošického, Prága Nézőszám: 30,618 Játékvezető: Joël Quiniou (francia) |

| 1985. június 5. |

| Svédország                       | 2–0         | Csehszlovákia |
| -------------------------------- | ----------- | ------------- |
| Prytz 77' (11-esből) Larsson 85' | Jegyzőkönyv |               |

| Råsunda Stadion, Solna Nézőszám: 33,981 Játékvezető: Eamonn Farrell (ír) |

| 1985. szeptember 25. |

| Csehszlovákia | 1–0         | Portugália |
| ------------- | ----------- | ---------- |
| Hruška 21'    | Jegyzőkönyv |            |

| Stadion Evžena Rošického, Prága Nézőszám: 7,711 Játékvezető: Damir Matovinović (jugoszláv) |

| 1985. szeptember 25. |

| Svédország                     | 2–2         | NSZK                  |
| ------------------------------ | ----------- | --------------------- |
| Corneliusson 63' Magnusson 90' | Jegyzőkönyv | Völler 23' Herget 40' |

| Råsunda Stadion, Solna Nézőszám: 39,157 Játékvezető: Marcel van Langenhove (belga) |

| 1985. október 12. |

| Portugália                             | 3–2         | Málta                               |
| -------------------------------------- | ----------- | ----------------------------------- |
| Fernando Gomes 37' 82' José Rafael 54' | Jegyzőkönyv | Frederico 46' (öngól) Degiorgio 78' |

| Estádio da Luz, Lisszabon Nézőszám: 23,366 Játékvezető: Alan Snoddy (északír) |

| 1985. október 16. |

| Csehszlovákia                 | 2–1         | Svédország      |
| ----------------------------- | ----------- | --------------- |
| Ravelli 41' (öngól) Vízek 69' | Jegyzőkönyv | Corneliusson 6' |

| Stadion Evžena Rošického, Prága Nézőszám: 5,814 Játékvezető: Georges Sandoz (svájci) |

| 1985. október 16. |

| NSZK | 0–1         | Portugália        |
| ---- | ----------- | ----------------- |
|      | Jegyzőkönyv | Carlos Manuel 55' |

| Neckarstadion, Stuttgart Nézőszám: 55,024 Játékvezető: Keith Hackett (angol) |

| 1985. november 17. |

| Málta        | 1–2         | Svédország             |
| ------------ | ----------- | ---------------------- |
| Farrugia 65' | Jegyzőkönyv | Prytz 2' Strömberg 76' |

| Ta’ Qali Nemzeti Stadion, Ta’ Qali Nézőszám: 6,849 Játékvezető: Yusuf Namoğlu (török) |

| 1985. november 17. |

| NSZK                     | 2–2         | Csehszlovákia       |
| ------------------------ | ----------- | ------------------- |
| Brehme 1' Rummenigge 87' | Jegyzőkönyv | Novák 52' Lauda 62' |

| Olimpiai Stadion, München Nézőszám: 17,686 Játékvezető: Svein Inge Thime (norvég) |

## Góllövőlista
|  |  |